# Gladowshöhe
Gladowshöhe ist ein Wohnplatz des Ortsteils Hohenstein der Stadt Strausberg im brandenburgischen Landkreis Märkisch-Oderland östlich von Berlin. Es hat 217 Einwohner.

## Geschichte
Der Ort entstand zwischen 1905 und 1906 auf den Gemarkungen des Gutsbesitzers Ferdinand Gladow, der diesen Bereich auch vermessen ließ und nach dem der Ort dann auch benannt wurde.

## Geographie
Gladowshöhe liegt etwa 5 km östlich der Kernstadt Strausberg, eingebettet zwischen Hohenstein, der Gemeinde Rehfelde, sowie Garzau und Garzin als Ortsteile der Gemeinde Garzau-Garzin. Der Ort grenzt unmittelbar an den Naturpark Märkische Schweiz.

## Straßenausbau
Gladowshöhe ist das Gebiet mit dem mit Abstand längsten unbefestigten Straßennetz der Stadt Strausberg. Dabei verursachen diese unbefestigten Straßen Unterhaltskosten von durchschnittliche 70.000–80.000 € pro Jahr. Die unbefestigte Straßenlänge beträgt 5,33 km. Im Vergleich dazu wurden zwischen 1990 und 2012 nur 4,9 km unbefestigter Straßen in im Straßennetz der Stadt Strausberg ausgebaut.
Gemäß der Priorisierung der Stadtverordnetenversammlung Nr.: 26/345/2011 vom 31. März 2011 und des darin befindlichen Straßenausbaukonzepts könne mit Ausbaukosten in Höhe von über 3,4 Millionen € gerechnet werden. Da die Kostenkalkulation bereits einige Jahre alt ist, kann bereits von einer erheblich höheren Summe ausgegangen werden.
Durch die starke Staubentwicklung (sog. Quarzstaub) wird eine gesundheitliche Belastung der Anwohner befürchtet. Quarzstaub wird überall freigesetzt, wo Fels, Stein und Sand zerkleinert oder anders zerrieben wird und gilt als krebserzeugend.

## Belege
1. ↑   Info über Einwohner am 31-12-2007 (Memento des Originals vom 2. Juni 2010 im Internet Archive)  Info: Der Archivlink wurde automatisch eingesetzt und noch nicht geprüft. Bitte prüfe Original- und Archivlink gemäß Anleitung und entferne dann diesen Hinweis.
2. ↑   Geschichte von Gladowshöhe (Memento des Originals vom 19. Juli 2011 im Internet Archive)  Info: Der Archivlink wurde automatisch eingesetzt und noch nicht geprüft. Bitte prüfe Original- und Archivlink gemäß Anleitung und entferne dann diesen Hinweis.
3. ↑  Stadt Strausberg: Straßenausbauprogramm 2011. 31. März 2011, abgerufen am 2. September 2023 (deutsch).
4. ↑  Quarz: Wirbel um Staub. Abgerufen am 2. September 2023 (österreichisches Deutsch).